# Kohabara
Kohabara (nep. कोहवरा) – gaun wikas samiti we wschodniej części Nepalu w strefie Meći w dystrykcie Jhapa. Według nepalskiego spisu powszechnego z 2001 roku liczył on 2100 gospodarstw domowych i 10589 mieszkańców (5452 kobiet i 5137 mężczyzn).